# Ugo Mioni
Ugo Mioni (Triëst, 16 augustus 1870 – Montepulciano, 10 februari 1935) was een Italiaans rooms-katholiek priester en schrijver in Triëst, Vrije rijksstad in Oostenrijk-Hongarije, en na de Eerste Wereldoorlog, werkte hij in Alba en Pisa in het koninkrijk Italië.

## Levensloop
Mioni werd geboren in Triëst als zoon van Ferdinando Mioni en Maria Sbrovazzi. Hij behaalde de graad van doctor in de theologie aan de Pauselijke Gregoriana Universiteit in Rome (1893). Na zijn priesterwijding (1893) werkte hij in parochies van Triëst, dat onder Oostenrijks bestuur stond. Mioni stichtte in 1895 het weekblad L’Amico, het eerste katholiek weekblad in Triëst. 
Hij wijdde evenwel meer en meer tijd aan het schrijven van jeugdboeken. Hij schreef tientallen verhalen met een avontuurlijk en fantasierijke inhoud; hij liet zich hierbij inspireren door de verhalen van Jules Verne en Emilio Salgari. Hij voegde er evenwel steeds een moreel-belerende les aan toe. Samen met gravin Maria Theresia Ledochowska organiseerde hij inzamelacties voor missiewerken in Afrika.
Na de Eerste Wereldoorlog verliet Mioni zijn geboortestad Triëst. Hij verhuisde naar Alba en nadien naar Pisa. Hier publiceerde hij verder jeugdboeken, alsook boeken over Roomse liturgie.